# 케냐의 행정 구역
케냐는 2013년에 실시된 행정 구역 개편 이전까지 8개 주로 구성되어 있었으며 현재는 47개 현으로 구성되어 있다.

## 개요
| 주              | 구 수 | 인구       | 인구/구 |
| --------------- | ----- | ---------- | ------- |
| 해안주          | 26    | 4,328,474  | 166,480 |
| 북동부주 (케냐) | 17    | 2,490,073  | 146,475 |
| 동부주 (케냐)   | 43    | 6,821,049  | 158,629 |
| 중부주 (케냐)   | 34    | 5,482,239  | 161,242 |
| 리프트밸리주    | 78    | 12,752,966 | 163,500 |
| 서부주 (케냐)   | 33    | 5,021,943  | 152,180 |
| 니안자주        | 42    | 6,269,489  | 149,274 |
| 나이로비주      | 18    | 4,397,073  | 244,282 |

케냐의 행정 구역은 2010년부터 이전 시스템을 대체하여 시행되었다. 2010년 헌법과 주 행정 개혁에 따라 케냐는 현이라는 새로운 시스템을 갖게 되었다. 이전의 주는 폐지되었고, 1992년부터 존재했던 46개 구는 선출직 정부를 갖는 현으로 전환되었다.
현은 하위 현과 추가로 290개의 선거구, 그리고 1450개의 와드(현 정부의 현 의회 와드와 일치함) 및 마을로 나뉜다. 완전한 행정 주 지위를 누리던 나이로비시는 현이 되었다.
이전 헌법에 따라 케냐는 8개의 주로 구성되어 있었으며, 각 주는 주 총리(대통령이 중앙에서 임명)가 이끌었다. 주(스와힐리어로 단수 mkoa, 복수 mikoa)는 구(wilaya)로 세분되었다. 1999년 인구 조사 당시 69개 구가 있었다. 구는 다시 497개의 구역(taarafa)으로 세분되었다. 구역은 다시 2,427개의 지역(mtaa)과 6,612개의 하위 지역(mtaa mdogo)으로 세분된다.

## 주
1. 중부
2. 해안
3. 동부
4. 나이로비
5. 북동부
6. 니안자
7. 리프트밸리
8. 서부

케냐의 주

케냐의 지방 행정은 지방 당국을 통해 이루어진다. 많은 도시 중심지에는 시, 자치구 또는 시의회가 있다. 농촌 지역의 지방 당국은 카운티 의회로 알려져 있었다. 지방 의원들은 과거에는 총선과 함께 치러지는 시민 선거로 선출되었다.
선거구는 선거를 위한 하위 구역이다. 케냐에는 290개의 선거구가 있다.

## 같이 보기
- 케냐의 주
- 케냐의 현